# Oscar García
Oscar Manuel García Pérez (L'Avana, 23 dicembre 1966) è un ex schermidore cubano, vincitore di una medaglia d'argento ed una di bronzo nella scherma ai Giochi olimpici.

## Palmarès
In carriera ha conseguito i seguenti risultati:
- Giochi Olimpici:

Barcellona 1992: argento nel fioretto a squadre.
Atlanta 1996: bronzo nel fioretto a squadre.
- Mondiali di scherma

Vienna 1983: bronzo nel fioretto a squadre.
Budapest 1991: oro nel fioretto a squadre.
Atene 1994: bronzo nel fioretto individuale.
L'Aia 1995: oro nel fioretto a squadre.
Città del Capo 1997: argento nel fioretto a squadre.
Nimes 2001: bronzo nel fioretto a squadre.
- Giochi Panamericani:

Indianapolis 1987: oro nel fioretto a squadre.
L'Avana 1991: oro nel fioretto a squadre.
Mar del Plata 1995: oro nel fioretto a squadre.
Winnipeg 1999: oro nel fioretto a squadre.